# Arcidiocesi di San Juan de Cuyo
L'arcidiocesi di San Juan de Cuyo (in latino Archidioecesis Sancti Ioannis de Cuyo) è una sede metropolitana della Chiesa cattolica in Argentina. Nel 2022 contava 717.000 battezzati su 763.000 abitanti. È retta dall'arcivescovo Jorge Eduardo Lozano.

## Territorio
L'arcidiocesi comprende per intero la provincia di San Juan.
Sede arcivescovile è la città di San Juan, dove si trovano la cattedrale di San Giovanni Battista e la basilica minore di Nostra Signora de los Desamparados.
Il territorio si estende su 89.615 km² ed è suddiviso in 51 parrocchie.

### Provincia ecclesiastica
La provincia ecclesiastica di San Juan de Cuyo, istituita nel 1934, comprende due suffraganee:
- diocesi di La Rioja,
- diocesi di San Luis.

## Storia
Il vicariato apostolico di San Juan de Cuyo fu eretto il 22 dicembre 1828, ricavandone il territorio dalla diocesi di Córdoba (oggi arcidiocesi).
Il 19 settembre 1834 il vicariato apostolico fu elevato a diocesi con la bolla Ineffabili Dei Providentia di papa Gregorio XVI.
Originariamente suffraganea dell'arcidiocesi di La Plata o Charcas (oggi arcidiocesi di Sucre), il 5 marzo 1865 entrò a far parte della provincia ecclesiastica dell'arcidiocesi di Buenos Aires.
Nel 1909 incorporò la provincia di Neuquén che era appartenuta al vicariato apostolico della Patagonia settentrionale, contestualmente soppresso.
Il 20 aprile 1934 ha ceduto porzioni del suo territorio a vantaggio delle diocesi di Mendoza (oggi arcidiocesi) e di San Luis e contestualmente è stata elevata al rango di arcidiocesi metropolitana con la bolla Nobilis Argentinae nationis di papa Pio XI.
Il terremoto del 15 gennaio 1944, che devastò la città e la regione, portò alla distruzione di buona parte degli edifici religiosi ed ecclesiastici, tra cui anche la cattedrale, edificata nel 1712, e il seminario, risalente al 1875. La nuova cattedrale fu inaugurata il 16 dicembre 1979.

## Cronotassi dei vescovi
Si omettono i periodi di sede vacante non superiori ai 2 anni o non storicamente accertati.
- Justo Santa María de Oro y Albarracín, O.P. † (22 dicembre 1828 - 19 ottobre 1836 deceduto)[6]
- José Manuel Eufrasio de Quiroga Sarmiento † (19 maggio 1837 - 25 gennaio 1852 deceduto)
  - Sede vacante (1852-1858)
- Nicolás Aldazor, O.F.M. † (23 dicembre 1858 - 22 agosto 1866 deceduto)
- Venceslao Javier José Achával y Medina, O.F.M. † (20 dicembre 1867 - 25 febbraio 1898 deceduto)
- Marcolino del Carmelo Benavente, O.P. † (7 gennaio 1899 - 28 settembre 1910 deceduto)
- José Américo Orzali † (30 dicembre 1911 - 18 aprile 1939 deceduto)
- Audino Rodríguez y Olmos † (3 novembre 1939 - 3 agosto 1965 deceduto)
- Ildefonso María Sansierra Robla, O.F.M.Cap. † (28 aprile 1966 - 12 maggio 1980 deceduto)
- Ítalo Severino Di Stéfano † (8 novembre 1980 - 29 marzo 2000 ritirato)
- Alfonso Delgado Evers (29 marzo 2000 - 17 giugno 2017 ritirato)
- Jorge Eduardo Lozano, succeduto il 17 giugno 2017

## Statistiche
L'arcidiocesi nel 2022 su una popolazione di 763.000 persone contava 717.000 battezzati, corrispondenti al 94,0% del totale.
| anno | popolazione | popolazione | popolazione | presbiteri | presbiteri | presbiteri | presbiteri                | diaconi | religiosi | religiosi | parrocchie |
| anno | battezzati  | totale      | %           | numero     | secolari   | regolari   | battezzati per presbitero | diaconi | uomini    | donne     | parrocchie |
| ---- | ----------- | ----------- | ----------- | ---------- | ---------- | ---------- | ------------------------- | ------- | --------- | --------- | ---------- |
| 1950 | 220.000     | 230.000     | 95,7        | 48         | 33         | 15         | 4.583                     |         | 16        | 83        | 20         |
| 1964 | 350.000     | 386.000     | 90,7        | 67         | 42         | 25         | 5.223                     |         | 25        | 76        | 26         |
| 1970 | 399.551     | 420.580     | 95,0        | 61         | 39         | 22         | 6.550                     |         | 24        | 72        | 26         |
| 1976 | 405.612     | 431.502     | 94,0        | 47         | 30         | 17         | 8.630                     |         | 21        | 66        | 26         |
| 1980 | 376.000     | 400.000     | 94,0        | 45         | 28         | 17         | 8.355                     |         | 18        | 62        | 27         |
| 1990 | 514.923     | 559.704     | 92,0        | 59         | 43         | 16         | 8.727                     |         | 19        | 112       | 34         |
| 1999 | 547.000     | 562.720     | 97,2        | 79         | 62         | 17         | 6.924                     | 10      | 18        | 69        | 41         |
| 2000 | 543.000     | 572.000     | 94,9        | 82         | 62         | 20         | 6.621                     | 10      | 21        | 72        | 41         |
| 2001 | 560.000     | 587.000     | 95,4        | 82         | 63         | 19         | 6.829                     | 10      | 20        | 79        | 41         |
| 2002 | 560.000     | 617.478     | 90,7        | 83         | 64         | 19         | 6.746                     | 10      | 20        | 86        | 41         |
| 2003 | 570.000     | 618.565     | 92,1        | 82         | 64         | 18         | 6.951                     | 10      | 29        | 81        | 41         |
| 2004 | 580.500     | 628.560     | 92,4        | 86         | 67         | 19         | 6.750                     |         | 19        | 90        | 41         |
| 2010 | 608.000     | 664.000     | 91,6        | 81         | 68         | 13         | 7.506                     | 9       | 13        | 51        | 41         |
| 2014 | 638.183     | 701.000     | 91,0        | 96         | 80         | 16         | 6.647                     | 8       | 17        | 68        | 43         |
| 2017 | 667.800     | 723.780     | 92,3        | 90         | 72         | 18         | 7.420                     | 10      | 18        | 63        | 46         |
| 2020 | 704.500     | 763.500     | 92,3        | 87         | 75         | 12         | 8.097                     | 10      | 24        | 49        | 46         |
| 2022 | 717.000     | 763.000     | 94,0        | 86         | 76         | 10         | 8.337                     | 10      | 12        | 75        | 51         |